# Mathieu Michel (homme politique)
Pour les articles homonymes, voir Mathieu Michel et Michel.
Mathieu Michel (/matjø miʃɛl/), né le 18 mai 1979, est un homme politique francophone belge. Il appartient au Mouvement réformateur (MR).
Il est le fils de Louis Michel et le frère de Charles Michel.
Il est élu conseiller provincial du Brabant wallon en 2000, puis devient député provincial six ans plus tard. En 2012, à la tête d'une « coalition violette » avec le Parti socialiste (PS), il est élu président du collège provincial. Il conserve cette charge après les élections de 2018.
Il entre au gouvernement fédéral en octobre 2020, en qualité de secrétaire d'État à la Digitalisation, chargé de la Simplification administrative, de la Protection de la vie privée et de la Régie des bâtiments. Il est ainsi adjoint au Premier ministre libéral flamand Alexander De Croo.

## Biographie

### Famille
Né le 18 mai 1979, Mathieu Michel est le second fils du ministre d'État belge Louis Michel, et frère de l'ancien Premier ministre belge Charles Michel.  

### Débuts et ascension politique
Il se lance dans la politique dès 1994 en tant que membre des jeunes réformateurs libéraux, et est élu conseiller provincial du Brabant wallon en 2000, puis conseiller du CPAS de Jodoigne en 2001. Il assume également la fonction de chef du Mouvement réformateur auprès du conseil provincial dans le même temps.
Au cours des élections communales et provinciales du 8 octobre 2006, il est réélu conseiller provincial avec 5 402 voix de préférence et remporte également un mandat de conseiller communal à Jodoigne avec 1 033 voix préférentielles. Bien que son score personnel communal aurait pu lui permettre d'obtenir un poste d'échevin, il est désigné député provincial.

### Président de province puis secrétaire d'État fédéral
Le 26 octobre 2012, il prend la présidence du Collège provincial du Brabant wallon.
Il assume cette fonction jusqu'au 1er octobre 2020, date à laquelle il est nommé secrétaire d'État à la Digitalisation, chargé de la Simplification administrative, de la Protection de la vie privée et de la Régie des bâtiments dans le gouvernement De Croo, ce qui le force à mettre un terme à son mandat provincial,.
Il provoque une polémique sur la rémunération des hommes politiques belges en tenant des propos jugés déconnectés de la réalité.

## Député fédéral
Il est élu député à la Chambre des représentants à la suite des élections législatives fédérales belges de 2024.
Lors de débats parlementaires sur le budget 2025, il est accusé d'avoir voté à la place de son collègue Denis Ducarme lors de la comptabilisation du quorum de présence ; ce dernier était présent dans l'assemblée à la fin du vote, mais encore à quelques mètres de son siège, car il était sorti quelques minutes,.

## Décoration
- Commandeur de l'ordre de Léopold II (2024)[12]